# Anotación de litis
En Derecho, una anotación de litis o anotación preventiva es una declaración judicial realizada en el registro de propiedad como medida cautelar sobre bienes del demandado, para informar a los posibles compradores que el bien es litigioso. Esto significa que existe un litigio donde el demandante pretende derechos sobre la propiedad. A diferencia de un embargo o una inhibición, los bienes pueden ser comercializados. Sin embargo, si el reclamo se resuelve a favor del demandante, el comprador deberá realizar la devolución sin derecho a reclamo (ya que fue notificado previamente a la adquisición).